# Ловецкая (река)
Ловецкая — река в России, на острове Сахалин.
Впадает в Татарский пролив, протекает по территории Невельского городского округа Сахалинской области.
Общая протяжённость реки составляет 19 км. Площадь водосборного бассейна составляет 73 км². Общее направление течения с востока на запад. В долине реки расположено Ловецкое — пригород Невельска.

## Данные водного реестра
По данным государственного водного реестра России относится к Амурскому бассейновому округу.
Код объекта в государственном водном реестре — 20050000212118300007042.